# Sipmania
Sipmania es un género de hongos en la familia Roccellaceae del orden Arthoniales. Es un género monotípico. Contiene a la especie Sipmania peltata.